# 塞梅尼夫卡 (科洛梅亞區)
48°46′54″N 25°18′55″E / 48.78167°N 25.31528°E
塞梅尼夫卡是烏克蘭的村落，位於該國西部伊萬諾-弗蘭科夫斯克州，由科洛梅亞區的霍羅登卡市鎮負責管轄，處於德涅斯特河畔，面積8.45平方公里，1704年7月1日建立，2001年人口729。